# L'Œil public
Pour plus de détails, voir Fiche technique et Distribution.
L'Œil public (The Public Eye) est un film américain réalisé par Howard Franklin, sorti en 1992. Le personnage principal est directement inspiré de la vie du photographe Weegee.

## Synopsis
Dans les années 1940 aux États-Unis, un photographe solitaire friand de clichés chocs accepte d'aider la veuve de son ami devenue propriétaire de club à se dépêtrer d'une affaire gênante impliquant la mafia locale.

## Fiche technique
- Titre : L'Œil public
- Titre original : The Public Eye
- Réalisation : Howard Franklin
- Scénario : Howard Franklin
- Musique : Mark Isham
- Photographie : Peter Suschitzky
- Montage : Evan A. Lottman
- Production : Sue Baden-Powell
- Société de production et de distribution : Universal Pictures
- Pays :  États-Unis
- Langue : Anglais
- Format : Couleur - Dolby - 35 mm - 2.35:1
- Genre : Drame et thriller
- Durée : 99 min

## Distribution
- Joe Pesci (VF: Roger Crouzet) : Leon Bernstein alias le Grand Berzini
- Barbara Hershey : Kay Levitz
- Jerry Adler : Arthur Nabler
- Stanley Tucci : Sal
- Jared Harris : Danny
- Dominic Chianese : Mark Anthony Spoleto
- Tim Gamble : L'agent Chadwick
- Richard Foronjy : Frank Farinelli
- Richard Riehle : O'Brien
- Bob Gunton : Le vieil agent
- Gerry Becker : L'inspecteur Conklin
- Del Close : H.R. Rineman
- Shay Duffin : Le chef de la police
- David Hull : Thatcher White